# Sagorskoje (Kaliningrad, Tschernjachowsk)
Sagorskoje  (russisch Загорское, deutsch Pelleningken, 1938–1945 Strigengrund, litauisch Peleninkai) ist ein Ort in der russischen Oblast Kaliningrad. Er liegt im Rajon Tschernjachowsk und gehört zur kommunalen Selbstverwaltungseinheit Stadtkreis Tschernjachowsk.

## Geographische Lage
Sagorskoje liegt 15 Kilometer nordöstlich des Rajonszentrums Tschernjachowsk (Insterburg) am Flüsschen Strige (ehedem Strius, russisch: Sagorjanka), einen Kilometer östlich des Zusammenflusses der Strige und der Inster (russisch: Instrutsch). Das Dorf ist erreichbar über einen Abzweig nördlich von Priwolnoje (Neunischken, 1938–1946 Neunassau) in Richtung Woswyschenka (Groß Kummeln, 1938–1946 Großkummen).
Eine Bahnanbindung besteht nicht mehr. Bis 1945 war Pelleningken (Strigengrund) Bahnstation an der Bahnstrecke Insterburg–Kraupischken/Breitenstein der Insterburger Kleinbahnen, die nicht mehr in Betrieb genommen wurde.

## Geschichte

Pelleningken östlich von Königsberg und nordöstlich von Insterburg (Insterbg.) auf einer Landkarte von 1908.

Das Gründungsdatum des einstigen Dorfes Pelleningken liegt im Jahre 1539. Am 11. März 1874 wurde der Ort Amtsdorf und damit namensgebend für einen neu errichteten Amtsbezirk, der am 13. September 1938 in „Amtsbezirk Strigengrund“ umbenannt wurde und bis 1945 zum Kreis Insterburg im Regierungsbezirk Gumbinnen der preußischen Provinz Ostpreußen gehörte. Im Jahre 1910 zählte Pelleningken 402 Einwohner.
Am 1. Juli 1929 vergrößerte sich der Ort um das Nachbardorf Ischdaggen (Ksp. Pelleningken), das eingemeindet wurde. Die Einwohnerzahl betrug 1933 bereits 564 und stieg bis 1939 auf 624. Am 3. Juni 1938 – amtlich bestätigt am 16. Juli 1938 – erhielt Pelleningken aus politisch-ideologischen Gründen die Umbenennung in „Strigengrund“.
In Kriegsfolge kam das Dorf 1945 mit dem nördlichen Ostpreußen zur Sowjetunion und erhielt 1947 die neue Bezeichnung „Sagorskoje“. Gleichzeitig wurde der Ort Sitz eines Dorfsowjets im Rajon Tschernjachowsk. Von 2008 bis 2015 war Sagorskoje Amtssitz der Landgemeinde Kaluschskoje selskoje posselenije. Seit 2016 gehört der Ort zum Stadtkreis Tschernjachowsk.

### Amtsbezirk Pelleningken (Strigengrund) 1874–1945
Bei Errichtung des Amtsbezirks Pelleningken (der ab 1938 „Amtsbezirk Strigengrund“ hieß), waren 14, am 1. Januar 1945 lediglich noch elf Gemeinden eingegliedert:
| Name                                      | Namensänderung 1938–1946 | Russischer Name   | Bemerkungen                                     |
| ----------------------------------------- | ------------------------ | ----------------- | ----------------------------------------------- |
| Auxkallen, Ksp. Pelleningken              | Hoheninster              | Jasnopolskoje     |                                                 |
| Berszienen/Berschienen, Ksp. Pelleningken | Grünbirken               | Archangelskoje    |                                                 |
| Bindszohnen/Bindschohnen                  | Binden                   | Somorodinowo      |                                                 |
| Groß Gerlauken                            |                          | Wjasowka          |                                                 |
| Ischdaggen, Ksp. Pelleningken             |                          |                   | 1929 nach Pelleningken eingemeindet             |
| Klein Gerlauken                           |                          | Wjasowka          |                                                 |
| Kundern                                   |                          | Archangelskoje    |                                                 |
| Laugallen                                 | Feldeck                  | Dalnjaja Wjasowka |                                                 |
| Medukallen, Ksp. Pelleningken             | Rehwiese                 | Wjasowka          |                                                 |
| Pelleningken                              | Strigengrund             | Sagorskoje        |                                                 |
| Schillgallen                              | Heideck (Ostpr)          | Dotowka           | 1939 nach Keilergrund eingemeindet              |
| Stirkallen                                | Keilergrund              | Dotowka           |                                                 |
| Strigehnen                                | seit 1928: Finkengrund   | Gratschowo        | 1932 in den Amtsbezirk Neunischken umgegliedert |
| Trakis                                    | Farndorf                 |                   |                                                 |

Nur drei Orte sind heute noch existent (Jasnopolskoje, Sagorskoje und Smorodinowo), die übrigen gelten inzwischen als erloschen.

### Sagorski selski sowet/okrug 1947–2008
Der Dorfsowjet Sagorski selski sowet (ru. Загорский сельский Совет) wurde im Juni 1947 eingerichtet. Nach dem Zerfall der Sowjetunion bestand die Verwaltungseinheit als Dorfbezirk Sagorski selski okrug (ru. Загорский сельский округ). Im Jahr 2008 wurden die verbliebenen Orte des Dorfbezirks in die neu gebildete Landgemeinde Kaluschskoje selskoje posselenije eingegliedert.
| Ortsname                            | Name bis 1947/50                                                                         | Bemerkungen |
| ----------------------------------- | ---------------------------------------------------------------------------------------- | --- |
| Archangelskoje (Архангельское)      | Berszienen/Berschienen, Ksp. Pelleningken, 1938–1945: „Grünbirken“ und Kundern           | Der Ort wurde 1950 umbenannt und vor 1988 verlassen. |
| Berestowo (Берестово)               | Ischdaggen, seit 1929: zu Pelleningken/Strigengrund                                      | Der Ort wurde 1947 umbenannt und vermutlich vor 1988 an den Ort Sagorskoje angeschlossen. |
| Brjussowo (Брюсово)                 | Plimballen, 1938–1945: „Grünweiden“                                                      | Der Ort wurde 1950 umbenannt und vor 1975 verlassen. |
| Dalnjaja Wjasowka (Дальняя Вязовка) | Laugallen, 1938–1945: „Feldeck“                                                          | Der Ort wurde 1950 umbenannt und vor 1975 verlassen. |
| Dotowka (Дотовка)                   | Schillgallen, 1938–1945: „Heideck (Ostpr)“ und Stirkgallen, 1938–1945: „Keilergrund“     | Der Ort wurde 1950 umbenannt und vor 1975 verlassen. |
| Jasnopolskoje (Яснопольское)        | Auxkallen, Ksp. Pelleningken, 1938–1945: „Hoheninster“                                   | Der Ort wurde 1947 umbenannt. |
| Koslowka (Козловка)                 | Sauskeppen, 1938–1945: „Sausen“                                                          | Der Ort wurde 1950 umbenannt. |
| Podmostje (Подмостье)               | Pleinlauken, 1938–1945: „Insterbrück“                                                    | Der Ort wurde 1950 als "Klain Liuken" umbenannt und vermutlich vor 1975 an den Ort Rjabinowka angeschlossen. |
| Priosjornoje (Приозёрное)           | Stablacken, Ksp. Pelleningken                                                            | Der Ort wurde 1947 umbenannt. |
| Rjabinowka (Рябиновка)              | Kerstupönen, 1938–1945: „Kersten“                                                        | Der Ort wurde 1947 umbenannt. |
| Sadowoje (Садовое)                  | Klein Niebudszen/Klein Niebudschen, 1938–1945: „Bärengraben“                             | Der Ort wurde 1947 offiziell in Seljonaja Dolina umbenannt. Vor Ort wurde aber die laut Gesetz eigentlich dem Ort Groß Niebudszen/Steinsee zugedachte Ortsbezeichnung Sadowoje verwendet.                        |
| Sagorjewka (Загорьевка)             | Kaukern, seit 1928: zu Bärensprung                                                       | Der Ort wurde 1950 umbenannt. |
| Sagorskoje (Загорское)              | Pelleningken, 1938–1945: „Strigengrund“                                                  | Verwaltungssitz |
| Schtschegly (Щеглы)                 | Bednohren, 1938–1945: „Bednoren“ und Saugwethen, 1938–1945: „Saugehnen“                  | Der Ort wurde 1950 umbenannt. |
| Seljonaja Dolina (Зелёная Долина)   | Groß Niebudszen/Groß Niebudschen, 1938–1945: „Steinsee“                                  | Der Ort wurde 1947 offiziell (als „Nebudschen“) in Sadowoje umbenannt. Vor Ort wurde aber die laut Gesetz eigentlich dem Ort Klein Niebudszen/Bärensprung zugedachte Ortsbezeichnung Seljonaja Dolina verwendet. |
| Smorodinowo (Смородиново)           | Bindszohnen/Bindschohnen, 1938–1945: „Binden“                                            | Der Ort wurde 1947 umbenannt. |
| Sosnjaki (Сосняки)                  | Pillupönen, 1938–1945: „Kuttenhöh“                                                       | Der Ort wurde 1947 umbenannt und vor 1988 verlassen. |
| Surowo (Сурово)                     | Bärensprung [Wohnplatz], seit 1928: zu Bärensprung                                       | Der Ort wurde 1950 umbenannt und vor 1975 verlassen. |
| Tretjakowo (Третьяково)             | Wirszeningken, seit 1928: zu Bärensprung                                                 | Der Ort wurde 1950 umbenannt und vor 1975 verlassen. |
| Wjasowka (Вязовка)                  | Groß Gerlauken, Klein Gerlauken und Medukallen, Ksp. Pelleningken, 1938–1945: „Rehwiese“ | Der Ort wurde 1947 umbenannt und vor 1975 verlassen. |
| Wologodskoje (Вологодское)          | Skardupönen, 1938–1945: „Klingen“                                                        | Der Ort wurde 1950 umbenannt und vor 1975 verlassen. |
| Woswyschenka (Возвышенка)           | Groß Kummeln, 1938–1945: „Großkummen“                                                    | Der Ort wurde 1947 umbenannt. |

## Kirche

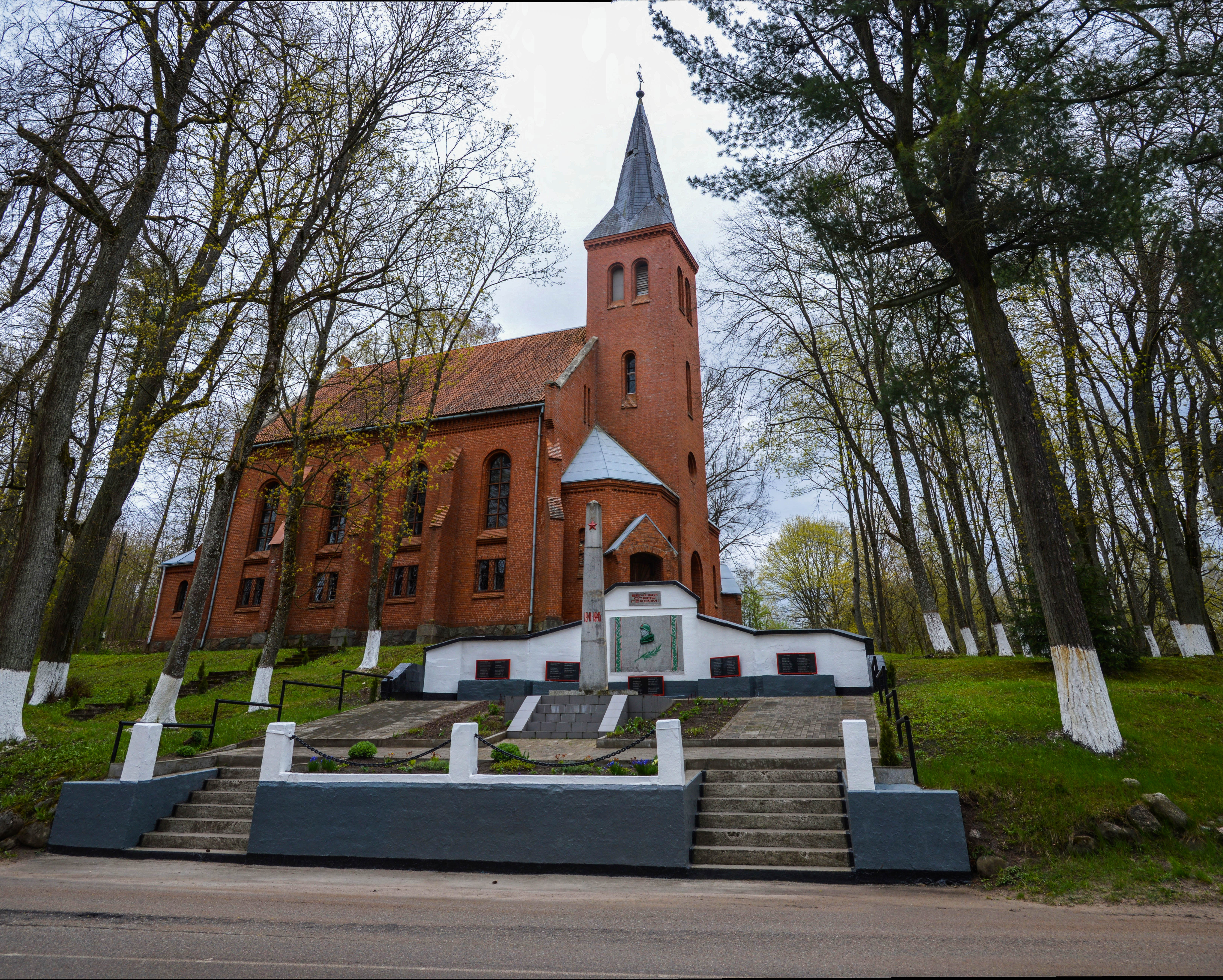
Ehemalige evangelische, jetzt orthodoxe Kirch

### Kirchengebäude
Die gut erhaltene Backsteinkirche im heutigen Sagorskoje war bis 1945 evangelisches Gotteshaus eines weitflächigen Kirchspiels. Sie wurde in den Jahren 1891 bis 1892 mit vorgesetztem Westturm im neugotischen Stil erbaut. Heute wird sie von der orthodoxen Gemeinde genutzt.
Die Kirche ersetzte 1892 einen im Jahre 1718 auf Veranlassung und Kosten von König Friedrich Wilhelms I. errichteten Fachwerkbau. Er erhielt 1868 einen turmartigen Aufsatz, in dem zwei Glocken hingen. das wichtigste Stück der Innenausstattung war der Kanzelaltar. Eine Orgel war 1865 erbaut worden.

### Kirchengemeinde

#### Evangelisch
Eine Kirchengemeinde ist in Pelleningken im Jahre 1718 gegründet und zeitgleich eine Pfarrstelle eingerichtet worden. Bis 1945 gehörte die Pfarrei, die 1925 mehr als 3.500 Gemeindeglieder zählte, zum Kirchenkreis Insterburg in der Kirchenprovinz Ostpreußen der Kirche der Altpreußischen Union. Heute gibt es in Sagorskoje keine evangelische Gottesdienststätte mehr. Die nächste in den 1990er Jahren entstandene evangelisch-lutherische Gemeinde ist die in Schtschegly (Saugwethen, 1938–1946 Saugehnen). Sie gehört zur Kirchenregion Tschernjachowsk (Insterburg) in der Propstei Kaliningrad der Evangelisch-lutherischen Kirche Europäisches Russland.

##### Kirchspielorte
Bis 1945 gehörten zum Kirchspiel der Kirche Pelleningken 28 Orte und kleinerer Ortschaften. Der * kennzeichnet Schulorte:
| Name                                           | Änderungsname 1938–1946 | Russischer Name  |  | Name                                        | Änderungsname 1938–1946 | Russischer Name   |  |
| ---------------------------------------------- | ----------------------- | ---------------- |  | ------------------------------------------- | ----------------------- | ----------------- |  |
| Antschögstupönen                               |                         |                  |  | *Laugallen                                  | Feldeck                 | Dalnjaja Wjasowka |  |
| Auxkallen                                      | Hoheninster             | Jasnopolskoje    |  | Medukallen                                  | Rehwiese                | Wjasowka          |  |
| Bednohren                                      | Bednoren                | Schtschegly      |  | *Pelleningken                               | Strigengrund            | Sagorskoje        |  |
| Berszienen, 1936–1938: Berschienen             | Grünbirken              | Archangelskoje   |  | Pillupönen                                  | Kuttenhöh               | Sosnjaki          |  |
| Bindszohnen, 1936–1938: Bindschonen            | Binden                  | Smorodinowo      |  | Rehwiese                                    |                         | Wjasowka          |  |
| Bärensprung                                    |                         | Surowo           |  | *Saugwethen                                 | Saugehnen               | Schtschegly       |  |
| *Groß Gerlauken                                |                         | Wjasowka         |  | *Sauskeppen                                 | Sausen                  | Koslowka          |  |
| Groß Niebudszen, 1936–1938: Groß Niebudschen   | Steinsee                | Sadowoje         |  | Schillgallen                                | Heideck (Ostpr)         | Dotowka           |  |
| Ischdaggen                                     |                         |                  |  | Skardupönen                                 |                         |                   |  |
| Kaukern                                        |                         | Sagorjewka       |  | *Stablacken                                 |                         | Priosjornoje      |  |
| Klein Gerlauken                                |                         | Wjasowka         |  | *Stirkallen                                 | Keilergrund             | Dotowka           |  |
| Klein Niebudszen, 1936–1938: Klein Niebudschen | Bärengraben             | Seljonaja Dolina |  | *Strigehnen                                 | seit 1928: Finkengrund  | Schuschenskoje    |  |
| Kundern                                        |                         | Archangelskoje   |  | Trakis                                      | Farndorf                |                   |  |
| Kurreiten                                      | Finkengrund             | Schuschenskoje   |  | *Wirszeningken, (1936–1938: Wirscheningken) | seit 1928: Bärensprung  | Surowo            |  |

##### Kirchenbücher
Von den Kirchenbüchern haben sich zahlreiche erhalten:
- Taufen: 1744 bis 1837, 1839, 1851 bis 1860
- Trauungen: 1744 bis 1839, 1851 bis 1860
- Begräbnisse: 1744 bis 1839, 1851, 1853, 1856 bis 1857, 1860.

#### Orthodox
In Sagorskoje hat sich in den 1990er Jahren eine russisch-orthodoxe Gemeinde gebildet, die die ehemals evangelische Kirche als Gotteshaus nutzt. Entsprechend der orthodoxen Tradition wurde der Altarraum mit einer Ikonostase versehen. Die Kirche gehört zur Diözese Kaliningrad und Baltijsk der orthodoxen Kirche in Russland.